# Adelphia platyrachis
Adelphia platyrachis là một loài thực vật có hoa trong họ Malpighiaceae. Loài này được (Triana & Planch.) W.R.Anderson mô tả khoa học đầu tiên năm 2006.